# 三陟海边站
三陟海邊站（：／ Samcheok haebyeon yeok */?）是三陟线沿線的一座鐵路車站，位於韓國江原道三陟市校洞，目前列車因甑山隧道施工而暫停停靠。

## 历史
- 1944年2月11日：落成使用，车站名称为后津站[1]。
- 1992年6月22日：停止使用[2]。
- 2001年7月1日：重新使用[3]。
- 2003年1月1日：改为现在名称[4]。
- 2022年11月：因甑山隧道施工封閉三陟海邊站至湫岩站路段，海列车站停駛入本站。

## 相鄰車站
韓國鐵道公社
三陟線
湫岩－三陟海邊－三陟